# Notiphila setigera
Notiphila setigera är en tvåvingeart som beskrevs av Becker 1903. Notiphila setigera ingår i släktet Notiphila och familjen vattenflugor.
Artens utbredningsområde är Egypten. Inga underarter finns listade i Catalogue of Life.